# 阿爾發氏雙冠麗魚
阿爾發氏雙冠麗魚，為輻鰭魚綱鱸形目隆頭魚亞目慈鯛科的其中一種，分布於中美洲宏都拉斯至哥斯大黎加大西洋岸的淡水流域，體長可達15公分，棲息在沙泥底質河川中底層水域，屬雜食性，以昆蟲及種子為食，生活習性不明，可做為觀賞魚。

## 擴展閱讀
維基物種上的相關：阿爾發氏雙冠麗魚